# Quốc hội Hoa Kỳ
Quốc hội Hoa Kỳ (tiếng Anh: United States Congress) là cơ quan lập pháp của Chính quyền liên bang Hoa Kỳ. Quốc hội là lưỡng viện, gồm có Hạ viện Hoa Kỳ và Thượng viện Hoa Kỳ. Quốc hội họp tại Tòa nhà Quốc hội Hoa Kỳ ở Washington, D.C. Các thành viên được bầu thông qua bầu cử trực tiếp, mặc dù các vị trí khuyết trong Thượng viện có thể được lấp đầy bằng cách bổ nhiệm của Thống đốc. Quốc hội có tổng cộng 535 thành viên bỏ phiếu, con số này bao gồm 100 Thượng nghị sĩ và 435 Hạ nghị sĩ; Hạ viện có thêm 6 thành viên không bỏ phiếu. Phó tổng thống Hoa Kỳ, với tư cách là Chủ tịch Thượng viện, chỉ có quyền bỏ phiếu tại Thượng viện khi có sự hòa phiếu. 
Quốc hội họp trong nhiệm kỳ hai năm, bắt đầu vào mỗi tháng Một. Các cuộc bầu cử được tổ chức vào mỗi năm chẵn vào Ngày bầu cử. Các thành viên của Hạ viện được bầu cho nhiệm kỳ hai năm của Quốc hội. Đạo luật Phân chia lại năm 1929 quy định rằng sẽ có 435 Hạ nghị sĩ, và Đạo luật Phân chia lại Quốc hội Thống nhất yêu cầu họ phải được bầu từ các khu vực bầu cử hoặc khu vực có một thành viên. Đạo luật này cũng yêu cầu các khu vực quốc hội phải được phân chia giữa các tiểu bang theo dân số sau mỗi mười năm bằng cách sử dụng kết quả điều tra dân số Hoa Kỳ, với điều kiện là mỗi tiểu bang có ít nhất một Hạ nghị sĩ. Mỗi hượng nghị sĩ được bầu tại tiểu bang của họ cho nhiệm kỳ sáu năm, với các nhiệm kỳ được sắp xếp so le, vì vậy cứ sau hai năm, khoảng một phần ba Thượng viện sẽ được bầu. Mỗi tiểu bang, bất kể dân số hay quy mô, đều có hai thượng nghị sĩ, vì vậy hiện tại, có 100 thượng nghị sĩ cho 50 tiểu bang. 
Điều Một của Hiến pháp Hoa Kỳ yêu cầu các thành viên của Quốc hội phải ít nhất 25 tuổi đối với Hạ viện và ít nhất 30 tuổi đối với Thượng viện Hoa Kỳ, phải là công dân Hoa Kỳ trong bảy năm đối với Hạ viện và chín năm đối với Thượng viện, và phải là cư dân của tiểu bang mà họ đại diện. Các thành viên ở cả hai viện có thể tái tranh cử không giới hạn số lần.
Quốc hội được thành lập theo Hiến pháp Hoa Kỳ và họp lần đầu tiên vào năm 1789, thay thế Quốc hội Hợp bang trong chức năng lập pháp. Mặc dù không được pháp luật quy định, nhưng trên thực tế kể từ thế kỷ 19, các thành viên của Quốc hội thường liên kết với một trong hai đảng chính, Đảng Dân chủ hoặc Đảng Cộng hòa, và hiếm khi liên kết với một đảng thứ ba hoặc những người độc lập không liên kết với đảng nào. Trong trường hợp sau, việc không liên kết với một đảng chính trị không có nghĩa là những thành viên đó không thể liên kết với các thành viên của các đảng chính trị. Các thành viên cũng có thể chuyển đảng bất kỳ lúc nào, mặc dù điều này khá hiếm.

## Tổng quan
Quốc hội Hoa Kỳ thực hiện quyền lập pháp. Hạ viện và Thượng viện ngang quyền: luật phải được Hạ viện và Thượng viện thông qua. Mỗi viện có một số đặc quyền. Thượng viện phê chuẩn điều ước và đề nghị bổ nhiệm của tổng thống. Hạ viện được trình dự án luật thu ngân sách nhà nước trước.

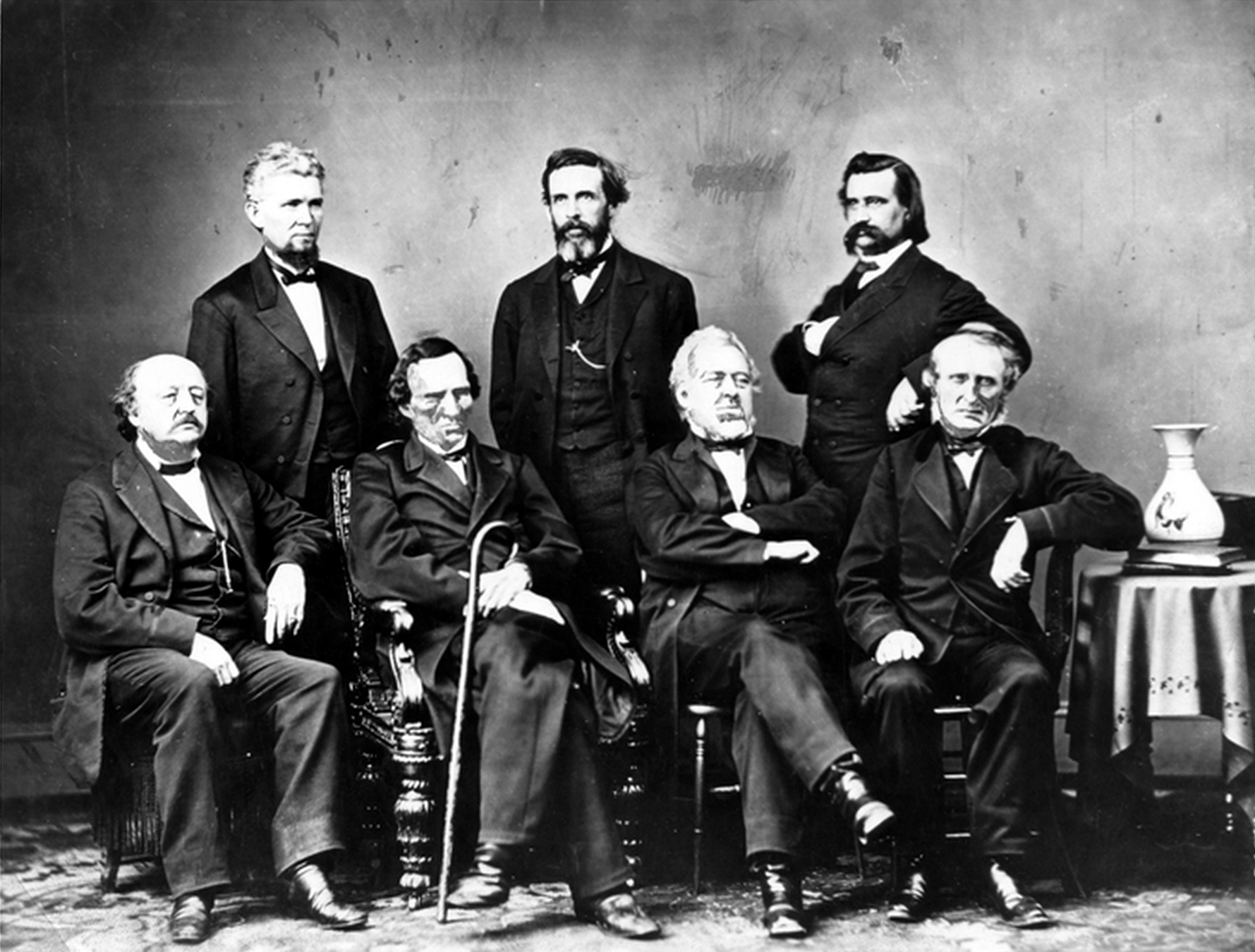
Năm 1868, Các dân biểu Hạ viện này luận tội Tổng thống Andrew Johnson, nhưng Thượng viện không kết tội ông.

Hạ viện đàn hặc quan chức, Thượng viện luận tội quan chức. Kết tội phải được hai phần ba tổng số thượng nghị sĩ biểu quyết tán thành. Quan chức bị Thượng viện kết tội thì bị cách chức.
Thời gian một khóa Quốc hội là hai năm. Tu chính án XX Hiến pháp Hoa Kỳ quy định mỗi khóa Quốc hội kết thúc vào buổi trưa ngày thứ ba trong tháng Giêng vào năm lẻ.
Quốc hội Hoa Kỳ luôn luôn thay đổi. Gần đây, miền Nam và miền Tây Hoa Kỳ được phân bổ nhiều dân biểu hơn do dân số gia tăng. Quốc hội ngày càng nhiều nữ dân biểu và thiểu số.
Dân biểu Quốc hội thay mặt hai nhóm khác nhau: dân biểu thay mặt địa phương, thượng nghị sĩ thay mặt tiểu bang.
Hầu hết các nghị sĩ đương nhiệm đều ứng cử lại. Căn cứ sử liệu thì cứ mười nghị sĩ là hơn chín người tái đắc cử.
Thủ đô Washington, D.C. trực thuộc Quốc hội Hoa Kỳ.

## Lịch sử
Các đại biểu của mười hai trong Mười ba thuộc địa Mỹ họp lần đầu ở Hội nghị Lục địa khóa Một. Ngày 4 tháng 7 năm 1776, Hội nghị Lục địa khóa Hai thông qua Tuyên ngôn Độc lập, sáng lập nước "Hợp chúng quốc Mỹ". Hội nghị Lục địa khóa Hai ban hành Điều khoản Hợp bang, thành lập Quốc hội Hợp bang. Quốc hội Hợp bang gồm đại biểu các bang, mỗi bang được số đại biểu bằng nhau, đại biểu mỗi bang có quyền phủ quyết hầu hết các quyết định của Quốc hội Hợp bang. Quốc hội Hợp bang có quyền hành pháp, nhưng không có quyền lập pháp, quyền cưỡng chế thu thuế, quản lý nền kinh tế hay thi hành luật. Tư pháp thì Quốc hội Hợp bang chỉ được thành lập tòa án hàng hải.

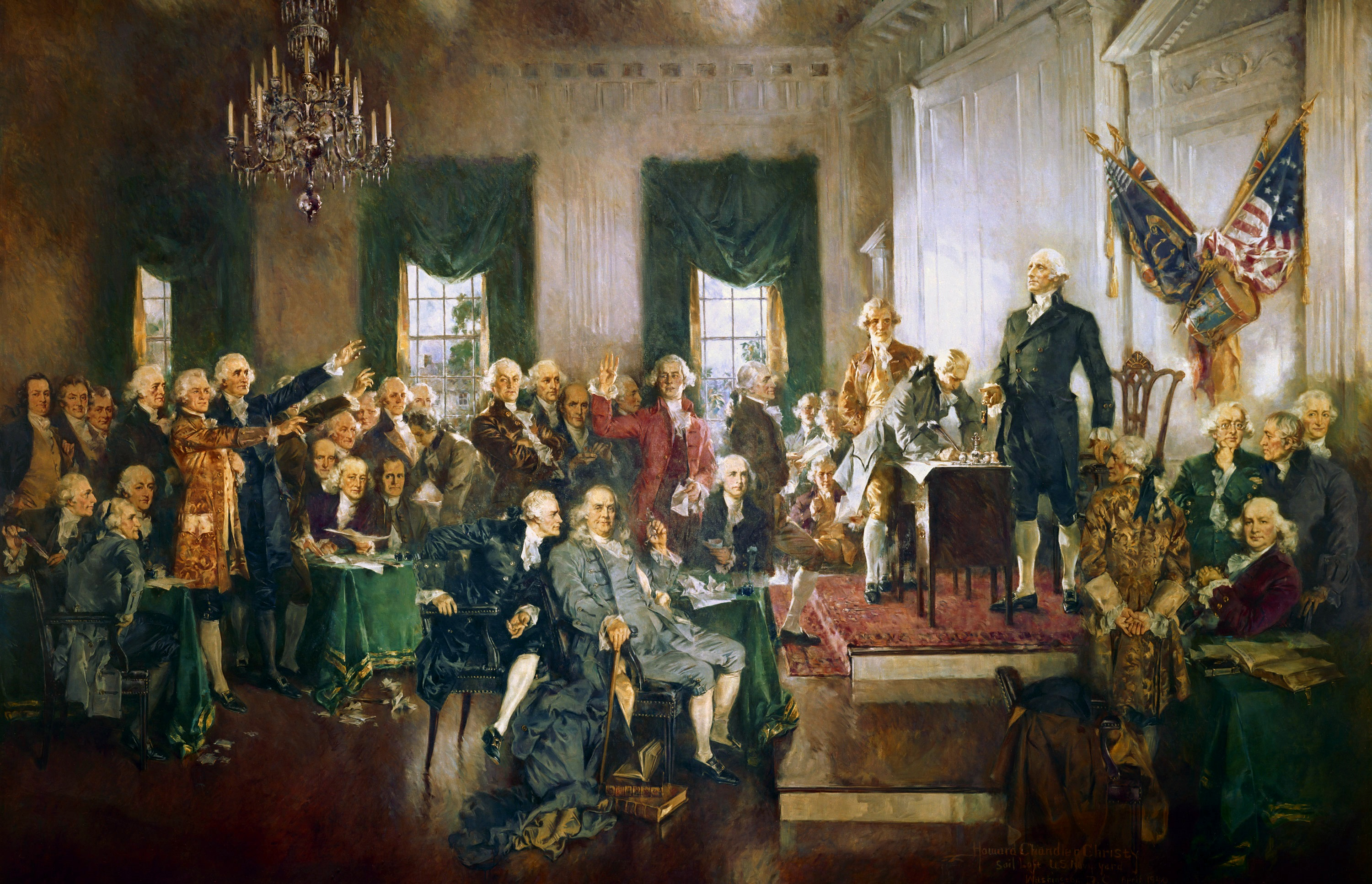
Cảnh ký Hiến pháp Hoa Kỳ, tranh năm 1940, vẽ George Washington chủ trì buổi ký Hiến pháp Hoa Kỳ.

Đối mặt sự bất lực của chính phủ trung ương, đại biểu các bang họp Hội nghị Lập hiến vào năm 1787. Đại biểu trình dự thảo hiến pháp cải tổ Quốc hội hợp bang thành Quốc hội gồm hai viện, bởi vì chế độ lưỡng viện hoạt động tốt trong chính quyền các bang. Những bang thưa dân chủ trương mỗi bang có số nghị sĩ bằng nhau. Những bang đông dân chủ trương phân bổ số nghị sĩ theo dân số. Các đại biểu thỏa hiệp rằng hạ nghị sĩ được phân bổ theo dân số, mỗi bang có hai thượng nghị sĩ do chính quyền bang cử. Hội nghị Lập hiến ban hành Hiến pháp Hoa Kỳ, thành lập chế độ liên bang gồm chính phủ liên bang và chính phủ các bang. Quyền lập pháp, hành pháp và tư pháp khống chế lẫn nhau theo nguyên tắc tam quyền phân lập. Hai viện Quốc hội khống chế lẫn nhau. Hiến pháp Hoa Kỳ có hiệu lực vào năm 1789.

### Thập niên 1780 đến thập niên 1820: Quốc hội non trẻ
Các đảng chính trị bắt đầu định hình. Phe ủng hộ Hiến pháp Hoa Kỳ thành lập Đảng Liên bang. Phe đối lập vào Đảng phản chính quyền do James Madison và Thomas Jefferson sáng lập, là tiền thân của Đảng Dân chủ Cộng hòa. Đảng phản chính quyền phản đối chính sách của Bộ trưởng Tài chính Alexander Hamilton. Đảng Liên bang và Đảng Dân chủ Cộng hòa tranh giành chính quyền. Trong cuộc bầu cử tổng thống năm 1800, Thomas Jefferson thuộc Đảng Dân chủ Cộng hòa đánh bại John Adams thuộc Đảng Liên bang. Năm 1803, Tòa án tối cao ra quyết định rằng Tòa án Tối cao có quyền hủy bỏ luật của Quốc hội.

### Thập niên 1830 đến thập niên 1900: đảng phái tranh quyền
Các đảng chính trị tăng thế lực. Sự kiện bước ngoặt của thời kỳ này là Nội chiến Hoa Kỳ: chế độ nô lệ bị thủ tiêu, chính phủ liên bang được củng cố, chính quyền các bang bị suy yếu. Vào Thời kỳ mạ vàng (1877–1901), Đảng Cộng hòa thống trị Quốc hội. Hoạt động vận động hành lang trở nên mạnh mẽ. Ví dụ: vào thời chính quyền Tổng thống Ulysses S. Grant, những nhóm lợi ích vận động chính phủ trợ cấp ngành đường sắt và đánh thuế quan đối với len nhập khẩu. Dân số Hoa Kỳ tăng chóng mặt do tỷ lệ nhập cư và sinh đẻ cao. Vào Thời kỳ Tiến bộ, hai đảng lãnh đạo Quốc hội một cách hiệu quả. Những nhóm cải cách kêu gọi cải cách chính trị xã hội, chỉ trích các nhóm vận động hành lang thao túng chính trị. Quyền thế của Chủ tịch Hạ viện trở nên cực kỳ lớn mạnh. Thượng viện chịu sự kiểm soát của nửa tá thượng nghị sĩ.

### Thập niên 1910 đến thập niên 1960: ủy ban nắm quyền

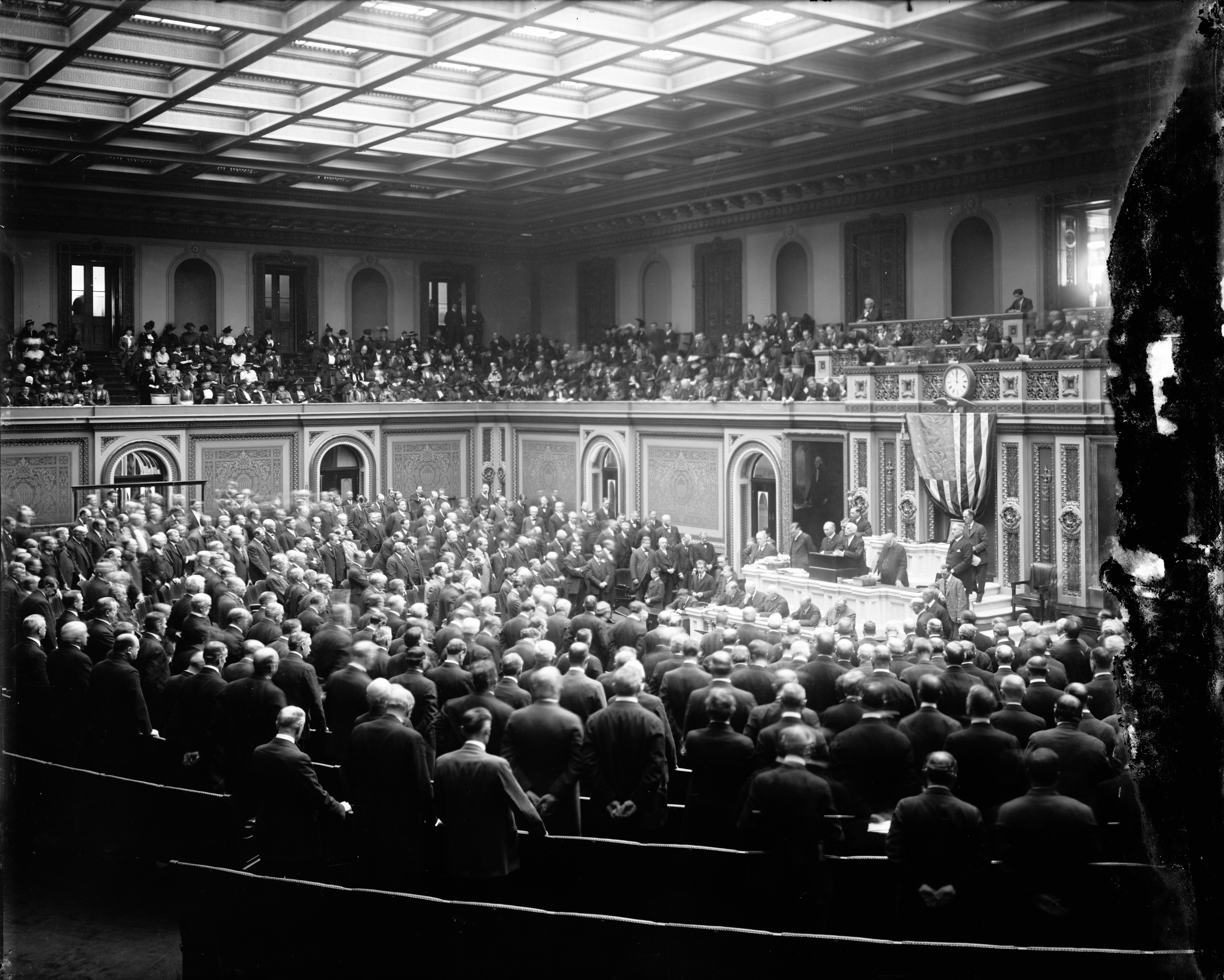
Quốc hội Hoa Kỳ vào khoảng năm 1915

Trong Quốc hội, những nghị sĩ càng thâm niên càng dễ được bầu vào ủy ban, phân nhiệm vụ quan trọng, cho nên nghị sĩ của cả hai đảng thường xuyên ứng cử lại. Chủ nhiệm ủy ban của hai viện có thế lực lớn cho đến khi Quốc hội thông qua cải cách vào thập kỷ 1970.
Tu chính án XVII quy định bầu cử trực tiếp thượng nghị sĩ. Một mặt, các thượng nghị sĩ nhạy cảm hơn đối với dư luận. Mặt khác, chính quyền các bang bị suy yếu do mất quyền lựa chọn thượng nghị sĩ. Tu chính án 20 quy định khóa cũ Quốc hội kết thúc cùng ngày khóa mới bắt đầu, giảm quyền lực của những nghị sĩ Quốc hội thất cử. Tòa án tối cao mở rộng quyền hạn quản lý nền kinh tế của Quốc hội.
Vào thời kỳ Đại khủng hoảng, Đảng Dân chủ chiếm đa số trong cả Quốc hội. Sau khi đắc cử tổng thống vào năm 1932, Franklin D. Roosevelt bắt đầu tập trung quyền hạn vào tay tổng thống để thi hành chính sách kinh tế mới. Tổng thống Roosevelt cắt cử nhân viên vào những ủy ban Thượng viện để dễ thực hiện chương trình nghị sự của mình trong Quốc hội. Đảng Cộng hòa liên minh với phe bảo thủ miền nam trong Đảng Dân chủ để chống Roosevelt. Suốt Chiến tranh thế giới thứ hai, Đảng Dân chủ giữ được đa số trong Quốc hội. Sau khi chiến tranh kết thúc, Quốc hội vừa tinh giản số ủy ban để tăng hiệu quả làm việc, vừa thành lập những ủy ban về những vấn đề mới như hàng không vũ trụ và năng lượng hạt nhân. Phe miền nam trong Đảng Dân chủ vào được nhiều ủy ban quan trọng. Từ cuối thập niên 40 tới đầu thập niên 50, Thượng nghị sĩ Joseph McCarthy lợi dụng tâm lý chống cộng của dân Mỹ để lên truyền hình vu khống người khác. Năm 1960, John F. Kennedy đắc cử tổng thống, chính quyền lại về tay Đảng Dân chủ tới năm 1994.

### Từ năm 1970

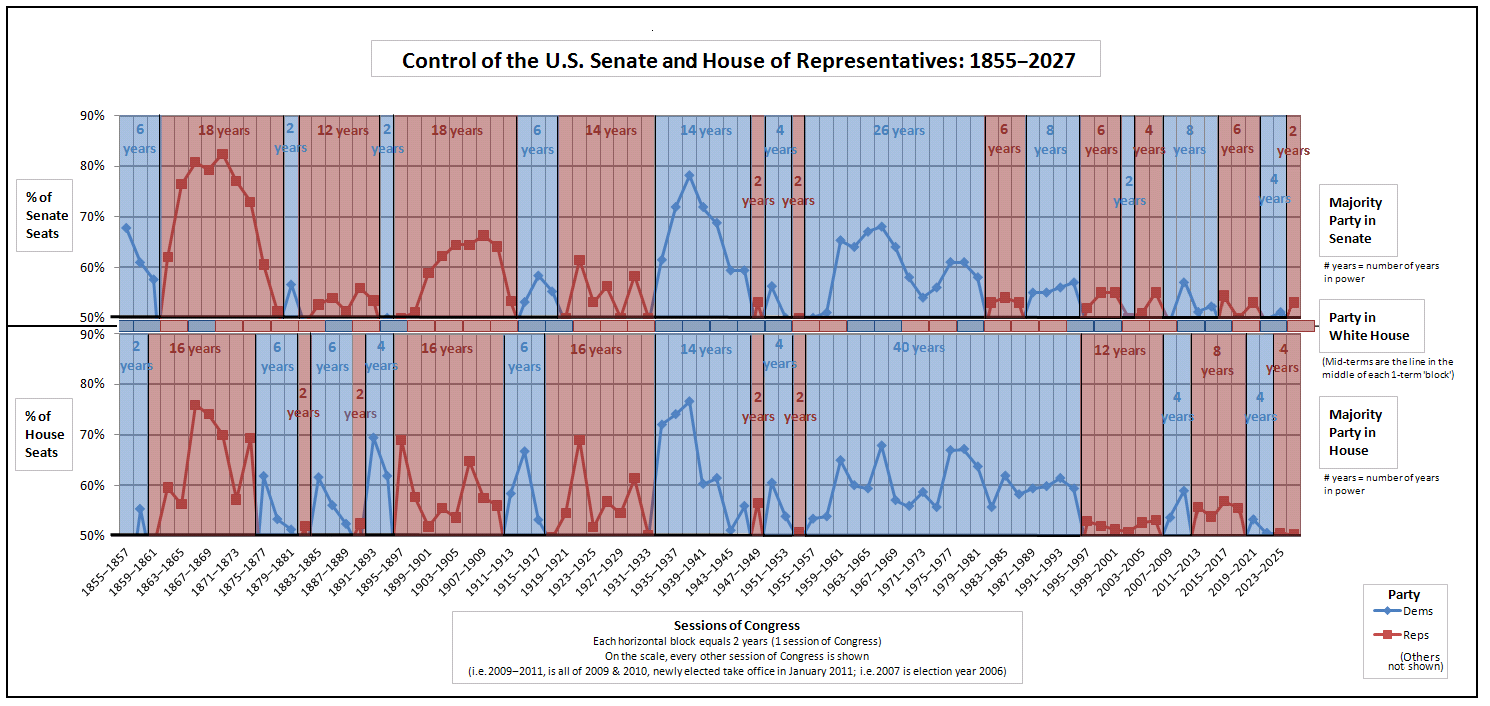
Biều đồ đảng nào kiểm soát Thượng viện, Hạ viện và Nhà Trắng. Từ năm 1980, Đảng Dân chủ kiểm soát Nhà Trắng được bốn nhiệm kỳ, nhưng chỉ thi hành chính sách được hai năm do bị Đảng Cộng hòa trong Thượng viện cản trở. Đảng Cộng hòa chịu nghịch cảnh giống vậy lúc cầm quyền.

Từ năm 1964 tới năm 1965, Quốc hội thông qua chương trình giảm nghèo của Tổng thống Lyndon B. Johnson. Sau vụ bê bối Watergate, Quốc hội bắt đầu tăng cường giám sát đối với chính phủ. Năm 1971, Quốc hội thông qua luật hạn chế việc quyên góp tiền cho các ứng viên, nhưng các nhóm vận động lợi dụng những kẽ hở trong pháp luật để tiếp tục tài trợ những ứng viên mà ảnh hưởng kết quả bầu cử cho có lợi cho mình. Từ năm 1974 tới năm 1984, tổng số tiền quyên góp tăng từ 12,5 triệu đô la Mỹ tới 120 triệu đô la Mỹ. Năm 2002, Quốc hội tiếp tục thông qua luật hạn chế tài chính tranh cử. Từ năm 2007 tới năm 2008, có 175 nghị sĩ Quốc hội nhận "ít nhất một nửa số tiền tranh cử" từ các nhóm vận động. Năm 2009, có 4,600 nhóm vận động, bao gồm nhóm của luật sư, thợ điện và môi giới nhà đất.
Từ năm 1970, Puerto Rico, Washington, D.C., Quần đảo Virgin, Guam, Samoa và Quần đảo Bắc Mariana lần lượt được cử một đại biểu vào Hạ viện. Sáu đại biểu này có quyền đề nghị dự án luật, dự thảo nghị quyết và bỏ phiếu trong các ủy ban Hạ viện. Mỗi đại biểu được cấp văn phòng gần Quốc hội, nhân viên và hai dịp thăm bốn học viện quân sự của Hoa Kỳ mỗi năm. Đại biểu không được biểu quyết đối với dự án luật, dự thảo nghị quyết.

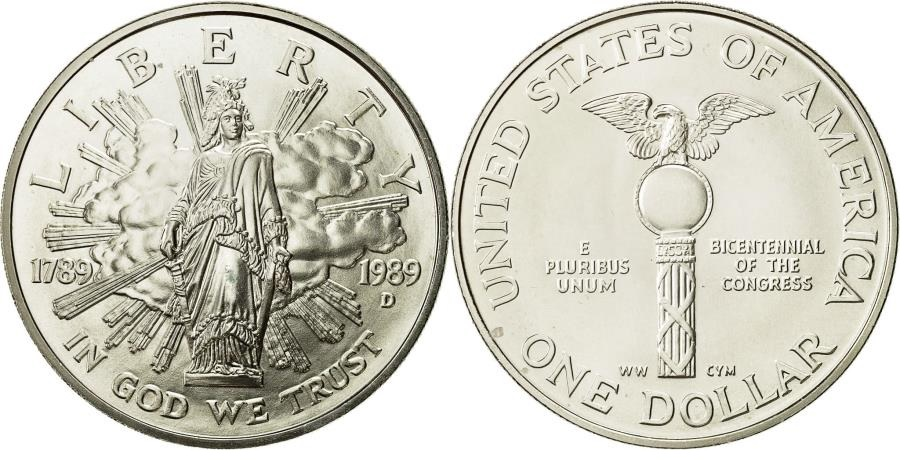
Năm 1989, Sở đúc tiền Hoa Kỳ phát hành đồng tiền kỷ niệm tròn 200 năm ngày thành lập Quốc hội

Từ cuối thế kỷ 20, báo chí bắt đầu ảnh hưởng đến công tác của Quốc hội. Hiện tượng "báo lá cải hóa" chỉ nhấn mạnh tiêu cực trong Quốc hội và tạo cơ hội cho một nghị sĩ bất kỳ tác động quá đáng đến quyết định của Quốc hội. Tháng 10 năm 2013, Quốc hội không kịp nâng trần nợ chính phủ, khiến cho cả chính phủ liên bang ngừng hoạt động một vài tuần và gây ra nguy cơ vỡ nợ nghiêm trọng. Dư luận cực kỳ bất bình: 60% người dân trả lời thăm dò rằng họ sẵn lòng "đuổi việc tất cả các nghị sĩ Quốc hội", kể cả nghị sĩ do họ bầu lên; chỉ 5% tán thành công tác của Quốc hội. Hiện nay dư luận vẫn không tán thành tác phong của Quốc hội.
Ngày 6 tháng 1 năm 2021, những người ủng hộ tổng thống thất cử Donald Trump xông vào Quốc hội lúc Quốc hội đang kiểm phiếu xác nhận Joe Biden đắc cử tổng thống, khiến cho các nghị sĩ Quốc hội phải sơ tán. Đám đông ở lại Quốc hội tới khi bị cảnh sát giải tán. Đây là lần đầu tiên Quốc hội Hoa Kỳ bị chiếm đóng kể từ Trận đốt cháy Washington.

## Vai trò

### Quyền hạn

#### Tổng quan

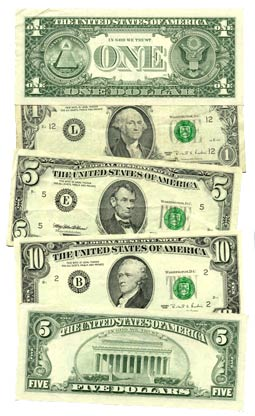
Quốc hội có quyền đánh thuế, quyết định ngân sách và phát hành tiền.

Điều I Hiến pháp Hoa Kỳ quy định tổ chức và quyền hạn của Quốc hội. Khoản 1-6 quy định cách bầu và tổ chức của Hạ viện, Thượng viện. Khoản 7 quy định quy trình lập pháp. Khoản 8 liệt kê những quyền hạn của Quốc hội. Khoản 9 liệt kê giới hạn đối với quyền của Quốc hội. Khoản 10 quy định quyền hạn của Quốc hội đối với các bang. Quốc hội được những tu chính án bổ sung quyền hạn. Ngoài quyền hạn được liệt kê ra thì Quốc hội có những quyền hạn cần thiết để thực hiện những quyền hạn được liệt kê.
Quốc hội quy định các thứ thuế, thuế quan và thuế môn bài. Tu chính án XVI cho phép Quốc hội đánh thuế thu nhập mà không cần phải phân bổ giữa các bang theo dân số. Quốc hội quyết định ngân sách nhà nước, là một trong những cơ chế chính để kiểm soát chính phủ. Quốc hội có quyền vay tiền, quy định về thương mại với nước ngoài, giữa các bang và phát hành tiền. Ngân sách nhà nước phải trình lên Hạ viện trước.

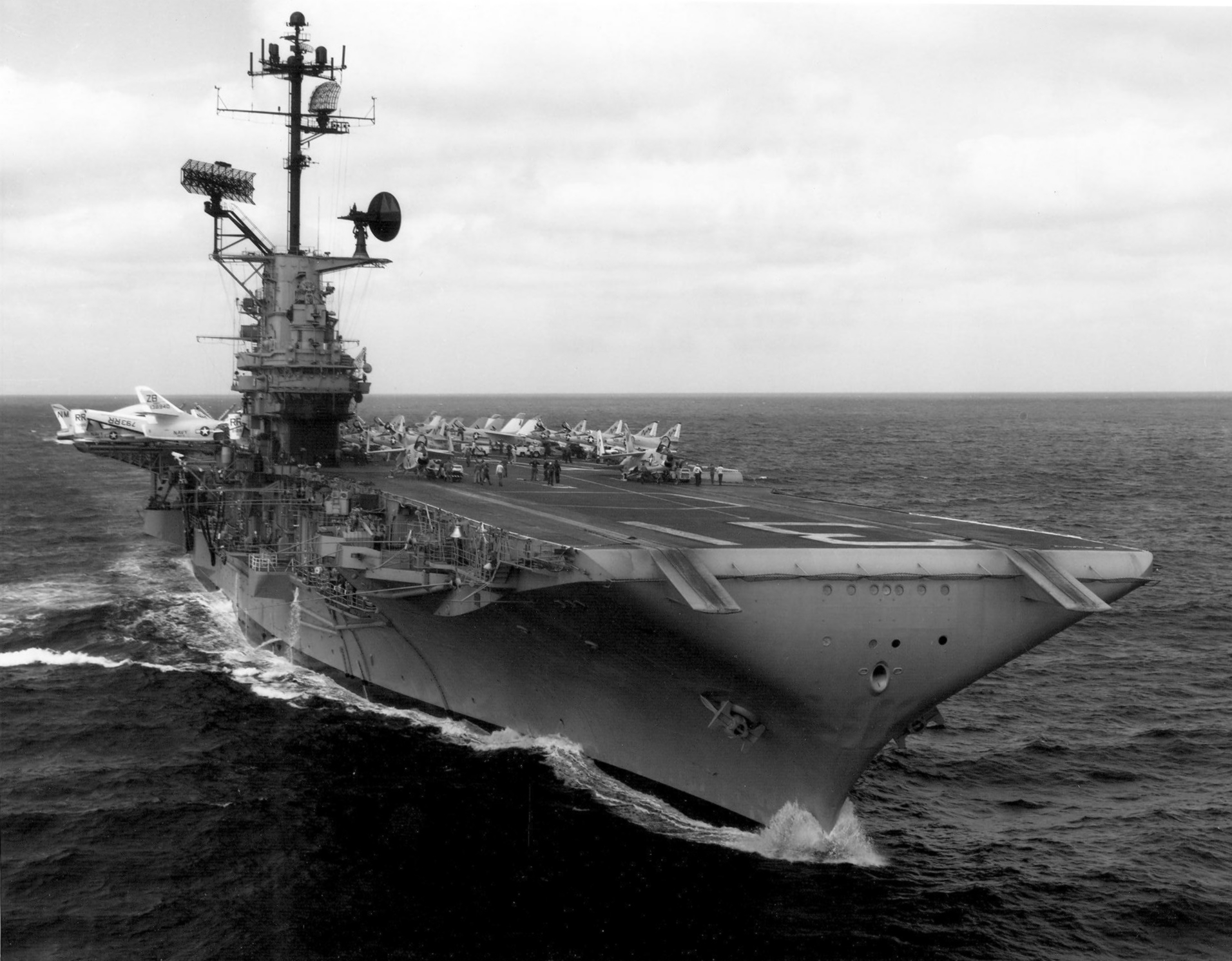
Quốc hội quyết định ngân sách quốc phòng. Ví dụ: USS Bon Homme Richard (CV-31).

Quốc hội quyết định tuyên chiến, kinh phí quân sự và các quy chế về quân đội. Trước đây, tổng thống yêu cầu Quốc hội tuyên chiến trước khi động binh, ví dụ như Chiến tranh Hoa Kỳ–Anh Quốc, Chiến tranh Hoa Kỳ–México, Chiến tranh Tây Ban Nha–Mỹ, Chiến tranh thế giới thứ nhất và thứ hai. Tuy nhiên, có nhận định rằng Quốc hội đã bị tổng thống lấn quyền. Khi quân Mỹ tham dự Chiến tranh Triều Tiên, Tổng thống Harry S. Truman không yêu cầu Quốc hội tuyên chiến mà gọi nó là "chiến dịch trị an". Năm 1970, tạp chí Time thống kê rằng các tổng thống Mỹ đã động binh mà không được Quốc hội cho phép tổng cộng 149 lần. Suốt lịch sử Hoa Kỳ luôn có tranh luận về quyền hạn của Quốc hội và tổng thống đối với vấn đề chiến tranh.
Quốc hội quyết định thành lập các bưu điện và mạng lưới bưu điện, quy định về quyền sở hữu trí tuệ, xác định tiêu chuẩn đo lường, thành lập các tòa án dưới quyền của Tòa án tối cao và làm những luật cần thiết để thực hiện quyền hạn của Quốc hội và chính phủ Hoa Kỳ. Điều IV quy định Quốc hội quyết định kết nạp bang mới.

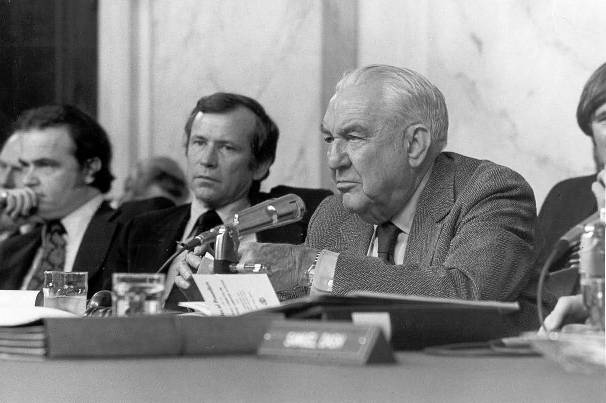
Ủy ban Thượng viện điều tra vụ bê bối Watergate vào năm 1973–74.

Quốc hội thực hiện quyền giám sát đối với chính phủ. Ủy ban Quốc hội có quyền triệu tập người ra ủy ban để phục vụ điều tra về một vấn đề nhất định. Quốc hội đã bị chỉ trích do lỏng lẻo trong việc giám sát chính phủ, tuy có điều tra về tính hợp pháp của những quyết định của tổng thống. Một nguyên nhân có thể là các nghị sĩ không thể tranh cử thành công bằng thành tích giám sát nên không tích cực yêu cầu Quốc hội thực hiện quyền giám sát. Quốc hội có quyền cách chức tổng thống, thẩm phán và những công chức khác. Có nhận định rằng những tổng thống gần đây đã lấn quyền của Quốc hội bằng những thủ đoạn như thi hành luật theo ý mình mà không kể tới dự định làm luật của Quốc hội. Ví dụ: những tổng thống Ronald Reagan, George H. W. Bush, Bill Clinton và George W. Bush đều tuyên bố cách hiểu của mình về luật của Quốc hội khi công bố luật.

#### Quyền hạn được tu chính án bổ sung
Tu chính án XIII, XIV và XV cho phép Quốc hội làm luật bảo đảm quyền lợi của người Mỹ gốc Phi, bao gồm quyền bầu cử, quyền bình đẳng trước pháp luật và các quyền lợi chính đáng.

#### Quyền hạn phái sinh
Quốc hội có những quyền hạn phái sinh từ các quyền hạn được liệt kê. Nhờ tòa án giải thích rộng rãi những quyền hạn phái sinh và quyền quản lý thương mại mà Quốc hội đã được mở rộng quyền hạn lập pháp của mình vượt dự định của Khoản 8.

#### Quyền hạn đối với các lãnh thổ, thành phố trực thuộc
Quốc hội trực tiếp quản lý thủ đô Washington, D.C., Guam, Samoa thuộc Mỹ, Puerto Rico, Quần đảo Virgin thuộc Mỹ và Quần đảo Bắc Mariana. Quốc hội đã thành lập chính quyền địa phương ở các khu vực này, gồm hội đồng lập pháp và thống đốc dân cử (D.C. thì là thị trưởng).
Mỗi lãnh thổ và Washington D.C. được cử một đại biểu vào Hạ viện. Đại biểu có các quyền giống như hạ nghị sĩ, trừ quyền biểu quyết ra. Ví dụ: đại biểu có quyền tiến cử người vào bốn học viện của Lục quân, Hải quân, Không quân và Tuần duyên Hoa Kỳ. Đại biểu được cấp văn phòng và nhân viên.

### Cơ chế kiểm soát quyền lực

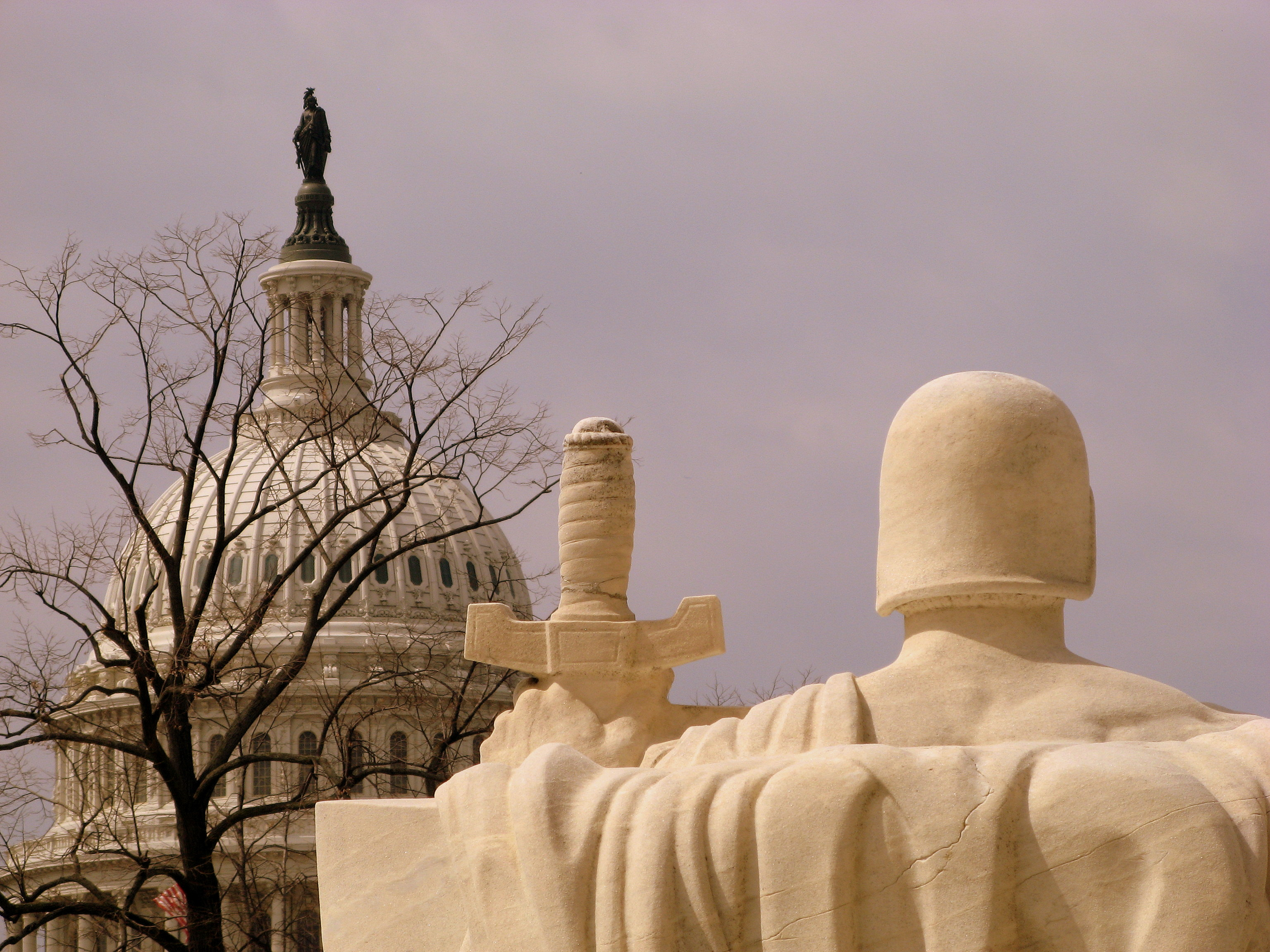
Quốc hội Hoa Kỳ nhìn từ Tòa án tối cao Hoa Kỳ

Hiến pháp Hoa Kỳ quy định các cơ chế cho quyền lập pháp, hành pháp và tư pháp khống chế lẫn nhau. Các nhà lập hiến dự liệu cho Quốc hội có quyền lực cao nhất.
Ảnh hưởng của Quốc hội đối với tổng thống thay đổi tùy theo những nhân tố như lãnh đạo trong Quốc hội, thế lực của tổng thống, bối cảnh lịch sử và nỗ lực của các nghị sĩ Quốc hội. Sau khi Quốc hội đàn hặc Tổng thống Andrew Johnson, tổng thống chịu lép vế Quốc hội trong khoảng thời gian dài. Vào thế kỷ 20 và 21, một loạt tổng thống như Theodore Roosevelt, Woodrow Wilson, Franklin D. Roosevelt, Richard Nixon, Ronald Reagan và George W. Bush bắt đầu tập trung quyền hạn lại vào tay tổng thống. Quốc hội đối phó với tổng thống bằng cách tăng cường quyền hạn của mình đối với ngân sách nhà nước và vấn đề chiến tranh. Tuy nhiên, tổng thống hiện nay vẫn có nhiều quyền hạn hơn thế kỷ 19. Quốc hội và tổng thống hiếm tin tưởng nhau: chính phủ thì sợ báo cáo thông tin bí mật cho Quốc hội sẽ bị lộ, Quốc hội thì thấy chính phủ ngại báo cáo mà đâm nghi có điều mờ ám.

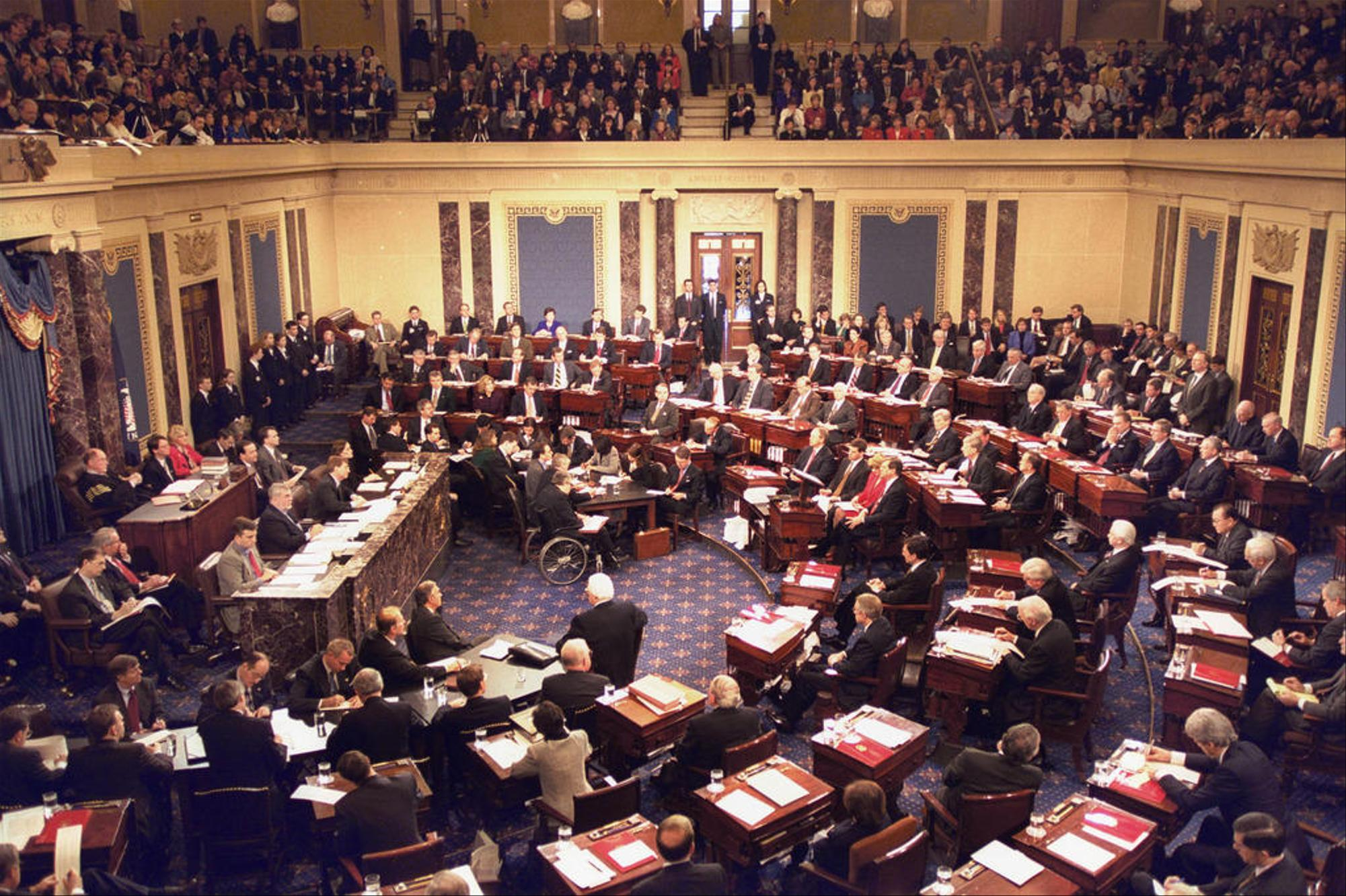
Phiên luận tội Tổng thống Bill Clinton vào năm 1999, do Chánh án Tòa án tối cao William Rehnquist chủ trì

Hạ viện quyết định đàn hặc tổng thống, phó tổng thống và những công chức liên bang khác khi có ít nhất đa số hạ nghị sĩ biểu quyết tán thành. Thượng viện luận tội các công chức bị đàn hặc. Trường hợp kết tội phải được ít nhất hai phần ba số thượng nghị sĩ biểu quyết tán thành. Công chức mà bị kết tội thì tất nhiên bị cách chức. Thượng viện có quyền cấm người bị cách chức giữ chức vụ khác. Xưa nay 16 người đã bị đàn hặc, bảy người đã bị cách chức, một người từ chức trước khi Thượng viện bắt đầu luận tội. Chỉ có ba tổng thống bị đàn hặc: Andrew Johnson vào năm 1868, Bill Clinton vào năm 1999, Donald Trump vào năm 2019 và 2021. Không tổng thống nào bị kết tội; Johnson thoát án chỉ nhờ Thượng viện thiếu một phiếu để kết tội. Tổng thống Richard Nixon từ chức vào năm 1974 sau khi thấy rằng Quốc hội sẽ cách chức ông do vụ bê bối Watergate.
Thượng viện phê chuẩn bổ nhiệm bộ trưởng, thẩm phán và những công chức khác của tổng thống. Thượng viện phê chuẩn điều ước quốc tế do tổng thống ký khi có ít nhất hai phần ba số thượng nghị sĩ biểu quyết tán thành. Hạ viện không có vai trò trong việc phê chuẩn bổ nhiệm hay phê chuẩn điều ước. Tuy nhiên, trường hợp khuyết phó tổng thống thì mỗi viện phê chuẩn đề nghị bổ nhiệm phó tổng thống của tổng thống.
Quyền lập pháp của Quốc hội bị các tòa án hạn chế. Án lệ Marbury v. Madison năm 1803 xác định quyền giám sát hiến pháp của tòa án các cấp, tuy Hiến pháp Hoa Kỳ không quy định thành văn. Những quốc phụ của Hoa Kỳ đã nói tới quyền giám sát hiến pháp trong lúc tranh luận soạn thảo hiến pháp mới. Năm 1857, Tòa án tối cao ra quyết định hủy bỏ luật cấm chế độ nô lệ của Quốc hội là vi hiến. Một mặt quyền giám sát hiến pháp hạn chế phạm vi lập pháp của Quốc hội, một mặt các tòa án có thể mở rộng quyền hạn của Quốc hội bằng cách giải thích rộng rãi các điều khoản hiến pháp.
Quốc hội lần đầu tiên thực hiện quyền giám sát đối với chính phủ vào năm 1791 sau khi quân đội Hoa Kỳ thua trận trước người Mỹ bản địa. Ủy ban Quốc hội có quyền tổ chức phiên điều trần và triệu tập người ra điều trần trước ủy ban. Người nào mà không chịu hầu ủy ban hay khai man thì có thể bị phạt. Phần lớn các phiên điều trần đều công khai, trừ phiên điều trần của ủy ban tình báo hai viện ra. Quốc hội công bố kết quả điều tra, nghiên cứu của các ủy ban và có cơ sở dữ liệu lưu trữ các ấn phẩm điện tử.
Sau cuộc bầu cử tổng thống, Quốc hội họp kiểm phiếu bầu vào ngày 6 tháng 1 theo thường lệ. Trường hợp không có ứng viên được đa số phiếu thì Quốc hội bầu tổng thống.

## Tổ chức
Quốc hội gồm Hạ viện và Thượng viện. Hạ viện và Thượng viện thành lập các ủy ban về những vấn đề chuyên môn. Ngoài ra, Quốc hội có các cơ quan giúp việc như Phòng Trách vấn chính phủ và Thư viện Quốc hội phụ trách cung cấp thông tin cho Quốc hội. Nghị sĩ Quốc hội được cấp văn phòng và nhân viên.

### Ủy ban Quốc hội

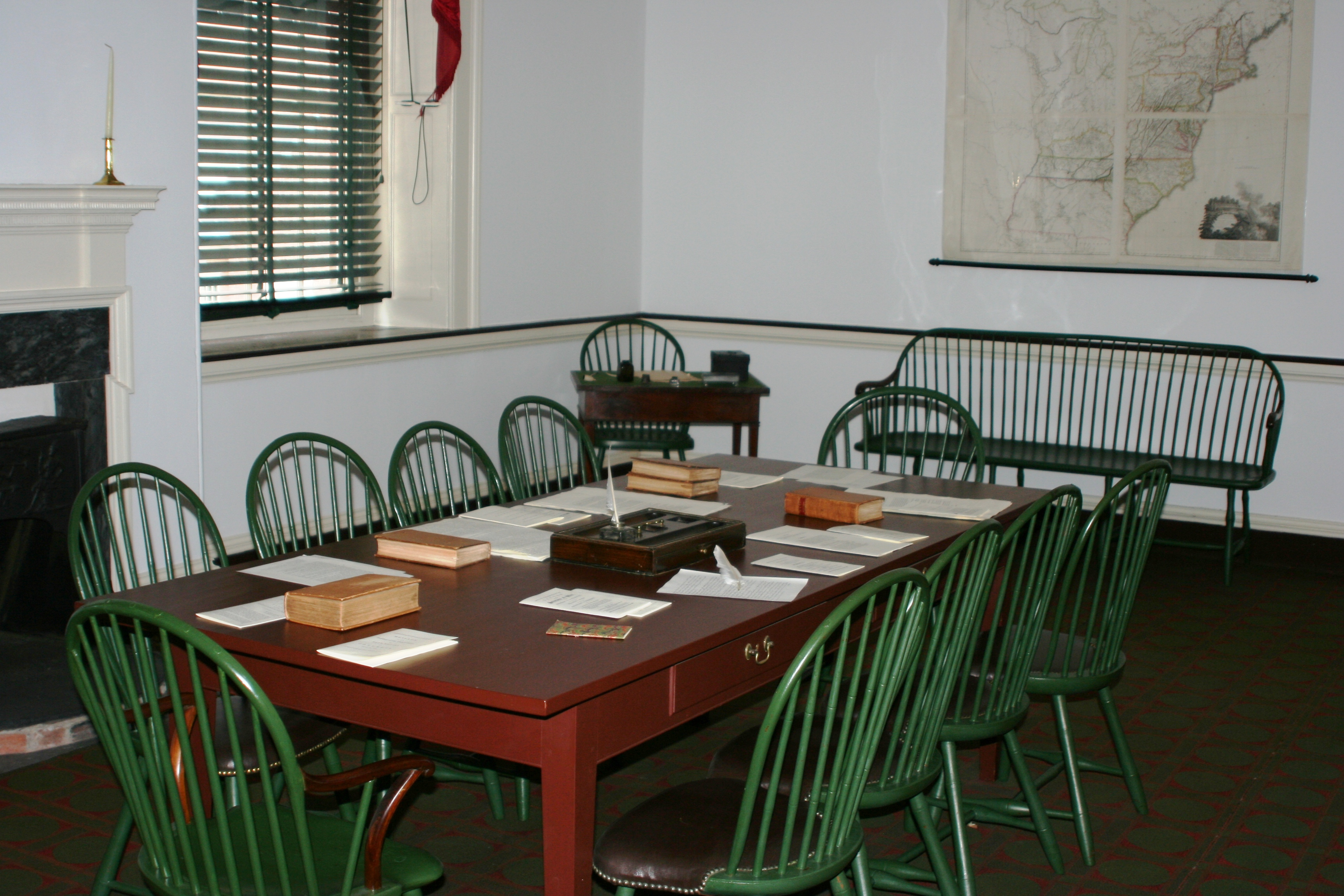
Phòng họp ủy ban trong trụ sở cũ của Quốc hội ở Philadelphia

#### Chuyên môn
Ủy ban Quốc hội điều tra, nghiên cứu những vấn đề chuyên môn và báo cáo Quốc hội. Ở Thượng viện, hai thượng nghị sĩ của mỗi bang thường vào ủy ban khác nhau để tránh bị trùng lặp. Một số ủy ban có ảnh hưởng lớn đối với tất cả dự án luật ở Quốc hội. Ví dụ: Ủy ban Thuế vụ của Hạ viện thẩm tra các dự án luật về thuế.

#### Nhiệm vụ
Ủy ban Quốc hội soạn thảo, thẩm tra các dự án luật. Dự án luật phải được ủy ban Quốc hội thẩm tra trước khi đưa ra Quốc hội thảo luận, trừ trường hợp thủ tục đặc biệt ra. Mỗi ủy ban Quốc hội gồm các tiểu ban được phân công nhiệm vụ giấy tờ, giám sát và lập pháp.

#### Chủ tịch Hạ viện và Thượng viện
Đầu mỗi khóa Quốc hội, Hạ viện bầu Chủ tịch Hạ viện. Chủ tịch Hạ viện là lãnh đạo của đảng đa số trong Hạ viện nhưng thường không chủ trì phiên họp Hạ viện. Ở Thượng viện, Phó Tổng thống đương nhiên là Chủ tịch Thượng viện. Ngoài ra, Thượng viện bầu Chủ tịch Thượng viện tạm quyền, thường là thượng nghị sĩ thâm niên nhất thuộc đảng đa số trong Thượng viện. Người chủ trì phiên họp Hạ viện và Thượng viện thường là nghị sĩ mới thuộc đảng đa số, mục đích là tập cho quen nội quy của viện.

### Cơ quan giúp việc

#### Thư viện Quốc hội

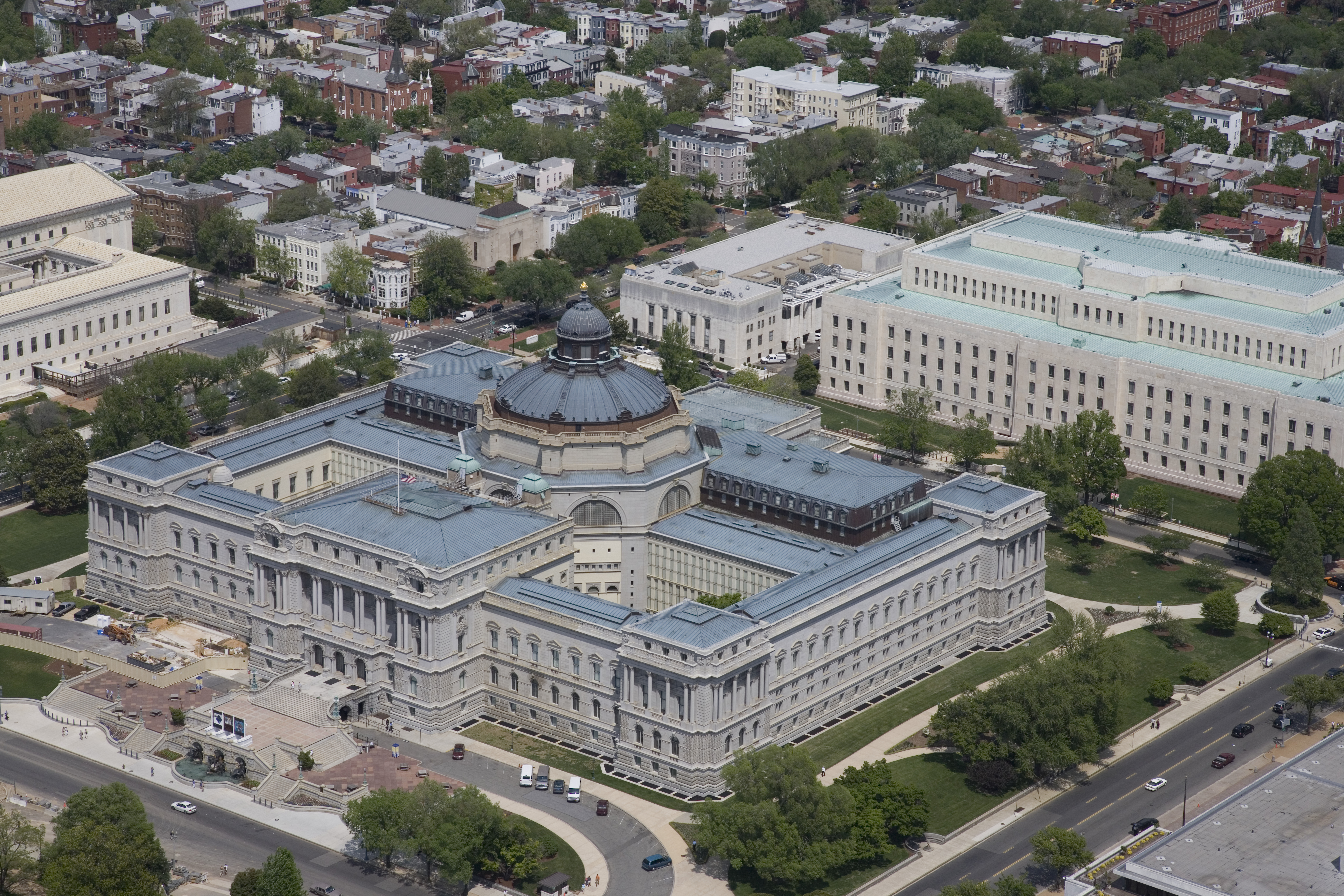
Thư viện Quốc hội

Thư viện Quốc hội được thành lập vào năm 1800. Trụ sở chính của Thư viện Quốc hội gồm ba tòa nhà đặt ở Đồi Quốc hội, ngoài ra còn có những cơ sở khác ở Washington, D.C., Culpeper, Virginia, Fort Meade, Maryland và các văn phòng ở nước ngoài. Năm 1812, Thư viện Quốc hội bị quân Anh thiêu trụi nhưng về sau được khôi phục và mở rộng nhờ Quốc hội mua lại thư viện riêng của Thomas Jefferson. Thư viện Quốc hội là thư viện lớn nhất trên thế giới, có gần 150 triệu tư liệu trong 470 thứ tiếng bao gồm sách, bản thảo, bản đồ, hình vẻ, phim ảnh và nhạc.

#### Phòng Nghiên cứu Quốc hội

Phòng Nghiên cứu Quốc hội thuộc Thư viện Quốc hội có nhiệm vụ cung cấp thông tin chi tiết, chính xác và khách quan cho các hạ nghị sĩ và thượng nghị sĩ. Phòng Nghiên cứu Quốc hội có khoảng 900 nhân viên.

#### Phòng Ngân sách Quốc hội
Phòng Ngân sách Quốc hội có nhiệm vụ cung cấp thông tin về kinh tế và ngân sách cho Quốc hội. Phòng Ngân sách Quốc hội được thành lập vào năm 1974. Phòng Ngân sách Quốc hội ước tính dự toán thu ngân sách nhà nước và những số liệu khác như nợ chính phủ và kinh phí của các dự án luật. Hàng năm Phòng Nghiên cứu Quốc hội trình báo cáo về triển vọng kinh tế và ngân sách lên Quốc hội.

## Thủ tục

### Kỳ họp
Hiến pháp Hoa Kỳ quy định Quốc hội họp ít nhất một lần mỗi năm và cấm Hạ viện hoặc Thượng viện họp ở nơi khác mà chưa có viện kia cho phép. Một khóa Quốc hội gồm hai kỳ họp. Mỗi kỳ họp khai mạc vào ngày 3 tháng 1, trừ phi Quốc hội quyết định thời gian khác. Quốc hội họp bất thường theo lệnh triệu tập của tổng thống.

### Phiên họp chung
Quốc hội họp chung trong những trường hợp như kiểm phiếu bầu tổng thống sau cuộc bầu cử và nghe Thông điệp Liên bang của tổng thống. Phiên họp chung của Quốc hội thường do Chủ tịch Hạ viện chủ trì. Trường hợp kiểm phiếu bầu tổng thống thì Chủ tịch Thượng viện chủ trì.

### Luật và nghị quyết

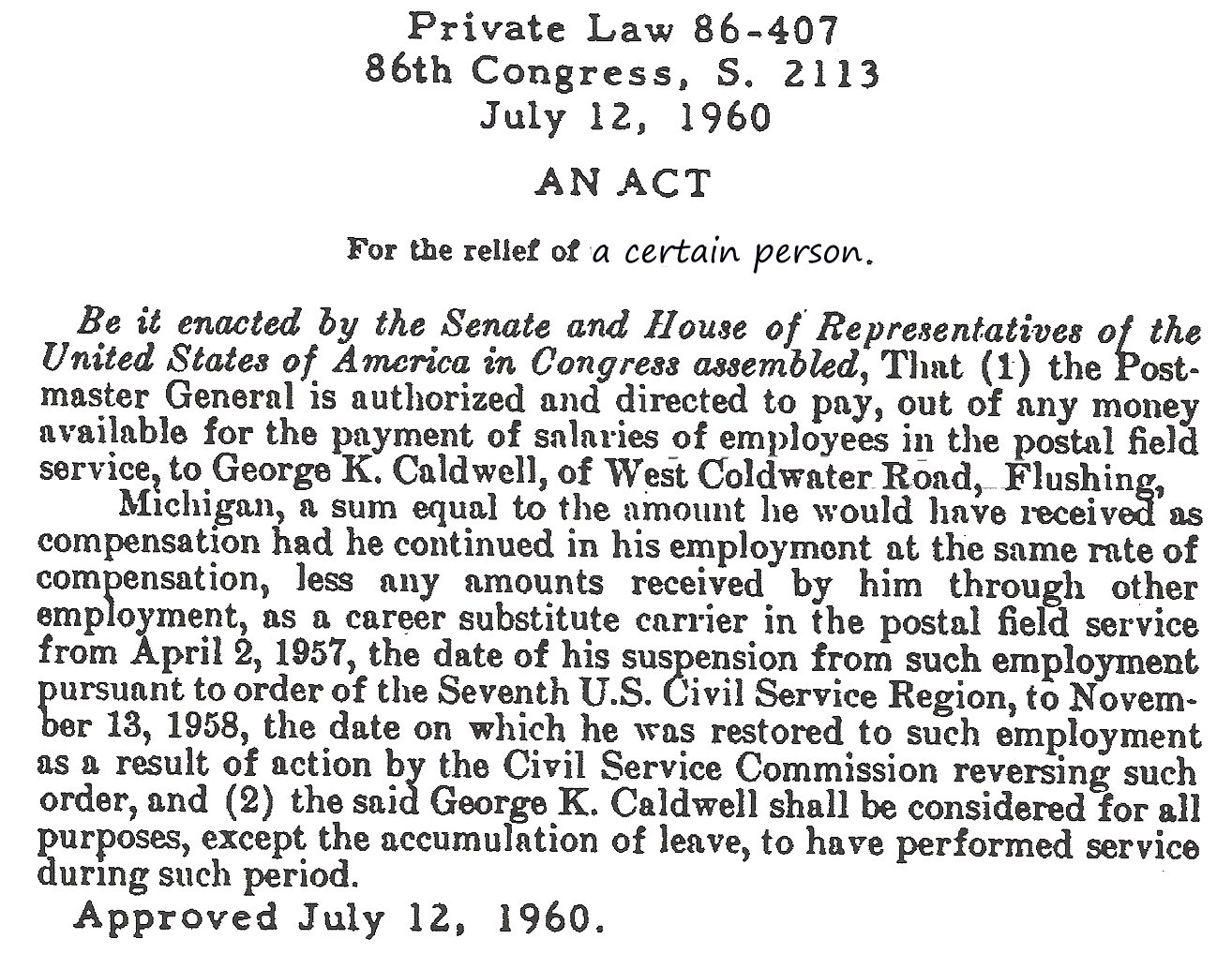
Thí dụ luật của Quốc hội Hoa Kỳ.

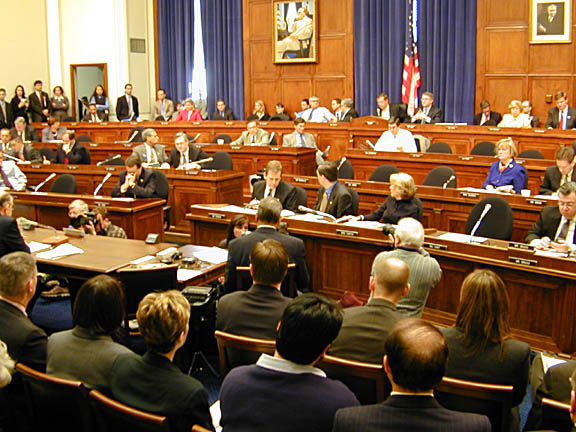
Phiên họp Ủy ban Tài chính Hạ viện. Thành viên ủy ban ngồi trên hàng ghế cao, người điều trần và công chúng ngồi trên hàng ghế thấp.

Chỉ nghị sĩ Quốc hội có quyền trình dự án luật và nghị quyết nhưng thực tế là hầu hết các dự án luật đều do chính phủ hay các nhóm lợi ích soạn trước rồi đưa cho nghị sĩ trình Quốc hội. Có bốn loại dự án trình Quốc hội:
- Dự án luật
- Nghị quyết chung: nghị quyết chung có hiệu lực pháp lý và cần phải được tổng thống ký.
- Nghị quyết lưỡng viện: nghị quyết lưỡng viện chỉ điều chỉnh hai viện và không cần tổng thống ký.
- Nghị quyết đơn viện: nghị quyết đơn viện chỉ điều chỉnh một trong hai viện.

Dự án luật được ủy ban của mỗi viện thẩm tra và lấy ý kiến của Phòng Giám sát Chính phủ. Hạ viện có 20 ủy ban, Thượng viện có 16 ủy ban. Ủy ban Quốc họp họp ít nhất một lần mỗi tháng. Phiên họp ủy ban Quốc hội phải công khai, trừ phi các thành viên yêu cầu họp kín. Chủ nhiệm ủy ban Quốc hội là thành viên thuộc đảng đa số. Ủy ban mời công chúng dự họp đối với những dự án luật quan trọng và có thể gọi chuyên gia ra ủy ban góp ý kiến về dự án luật. Thành viên ủy ban thảo luận dự án luật và có thể đề nghị sửa đổi nhưng mỗi viện có quyền bác bỏ đề nghị của ủy ban. Sau khi thảo luận thì ủy ban biểu quyết trình dự án luật lên toàn viện. Hạ viện và Thượng viện có thủ tục đặc biệt cho phép bỏ qua giai đoạn thẩm tra của ủy ban nhưng hiếm khi áp dụng.
Sau khi được một viện thông qua thì dự án luật được chuyển đến viện kia. Hạ viện và Thượng viện phải thông qua cùng nội dung. Trường hợp viện kia sửa đổi dự án luật thì Quốc hội thành lập một ủy ban hiệp thương gồm những hạ nghị sĩ và thượng nghị sĩ để thống nhất nội dung dự án luật. Trường hợp Hạ viện và Thượng viện tán thành dự thảo của ủy ban hiệp thương thì dự án luật được thông qua.
Hiến pháp Hoa Kỳ quy định cần phải có ít nhất đa số nghị sĩ của mỗi viện có mặt để tiến hành thảo luận. Tuy nhiên, nội quy là trừ phi có yêu cầu điểm danh thì mặc nhiên có đủ nghị sĩ nên mỗi viện thường thảo luận mà không có đa số nghị sĩ có mặt.
Biểu quyết ở Quốc hội có nhiều hình thức. Hạ viện và Thượng viện phần lớn biểu quyết bằng miệng, nghị sĩ chủ trì công bố phiên họp kết quả biểu quyết. Trường hợp ít nhất một phần năm số nghị sĩ có mặt yêu cầu hay biểu quyết chống phủ quyết của tổng thống thì mỗi viện ghi sổ biểu quyết của từng nghị sĩ.
Biểu quyết ở Thượng viện thường bằng hình thức điểm danh. Trường hợp ngang phiếu thì Phó Tổng thống được biểu quyết. Biểu quyết ở Hạ viện thường bằng thẻ nghị sĩ Quốc hội: sau khi cắm thẻ vào khe cắm thẻ thì nghị sĩ có thể biểu quyết tán thành, không tán thành hoặc không biểu quyết. Chỉ biểu quyết bằng điểm danh đối với các vấn đề nghiêm trang nhất do có tới 435 hạ nghị sĩ. Đôi khi có biểu quyết bằng phiếu giấy. Nghị sĩ không được ủy quyền nghị sĩ khác biểu quyết. Kết quả biểu quyết ở Hạ viện và Thượng viện được công bố.
Sau khi được Hạ viện và Thượng viện thông qua thì luật được chuyển lên tổng thống. Tổng thống hoặc công bố hoặc phủ quyết luật mà trả về Quốc hội kèm ý kiến của mình. Trường hợp Hạ viện và Thượng viện thông qua luật có hai phần ba số nghị sĩ biểu quyết tán thành thì luật tất nhiên được công bố. Trường hợp tổng thống không công bố hay trả luật về Quốc hội thì luật tất nhiên được công bố sau mười ngày (không tính chủ nhật), trừ phi Quốc hội đang hoãn họp thì luật không được công bố.

## Quyền lợi của nghị sĩ Quốc hội

### Quyền miễn trừ
Không được bắt nghị sĩ Quốc hội trong thời gian Quốc hội họp hoặc trong lúc nghị sĩ đi họp hay đi họp về, trừ trường hợp phạm tội phản quốc, tội gây rối trật tự công cộng và trọng tội khác. Sự "bắt" được hiểu rộng là bao gồm việc bị cảnh sát giam giữ, bị triệu hầu tòa và bị triệu điều trần. Hạ nghị sĩ không được tự ý từ bỏ đặc quyền của mình mà phải xin phép Hạ viện. Thượng nghị sĩ thì không cần phải xin phép Thượng viện.
Hiến pháp Hoa Kỳ quy định nghị sĩ Quốc hội không thể bị truy cứu trách nhiệm về ngôn luận ở Quốc hội nên nghị sĩ không thể bị kiện vu khống. Tuy nhiên, mỗi viện có quyền kỷ luật nghị sĩ có ngôn luận phản cảm.
Người nào mà cản trở công việc của Quốc hội thì bị phạt tù đến một năm. Một nghị sĩ bất kỳ có quyền yêu cầu công tố viên khởi tố người cản trở công việc của Quốc hội.

### Miễn bưu phí
Nghị sĩ Quốc hội được miễn bưu phí khi gửi thư từ cho cử tri, trừ phi là thư từ tranh cử, nhưng thực tế là các nghị sĩ đều vận động cử tri qua bưu điện, nhất là trước những cuộc bầu cử ngang sức.

### Lương, phụ cấp và các chế độ khác
Từ năm 1789 đến năm 1815, nghị sĩ Quốc hội được trả 6 đô la Mỹ mỗi ngày trong lúc Quốc hội họp. Từ năm 1815 đến năm 1817, được nhận mức lương hàng năm 1.500 đô la Mỹ. Từ năm 1818 đến năm 1855, được nhận công tác phí 8 đô la Mỹ mỗi ngày. Kể từ năm 1855, nghị sĩ Quốc hội chỉ được hưởng lương hàng năm. Năm 1855, mức lương hàng năm là 3.000 đô la Mỹ. Năm 1907, được tăng đến 7.500 đô la Mỹ mỗi năm, bằng 173.000 đô la Mỹ vào năm 2010. Năm 2006, mức lương là 165.200 đô la Mỹ. Năm 2008, tăng đến 169.300 đô la Mỹ. Chủ tịch Hạ viện được hưởng mức lương 212.100 đô la Mỹ, Chủ tịch Thượng viện tạm quyền được hưởng mức lương 183.500 đô la Mỹ.
Kể từ năm 1984, nghị sĩ Quốc hội được hưởng chế độ hưu trí. Nghị sĩ Quốc hội đóng 1,3% vào quỹ hưu trí, 6,2% vào bảo hiểm xã hội và được bảo hiểm y tế trả hai phần ba chi phí khám, chữa bệnh.
Mức lương hưu của nghị sĩ Quốc hội phụ thuộc vào số năm nhiệm kỳ và trung bình ba năm mức lương cao nhất. Mức lương hưu hàng năm không được vượt quá 80% mức lương cuối cùng của nghị sĩ . Năm 2018, mức lương hưu hàng năm của các nghị sĩ dưới chế độ hưu trí cũ là 75.528 đô la Mỹ, dưới chế độ hiện tại là 41.208 đô la Mỹ.
Nghị sĩ Quốc hội được cấp công tác phí để đi nước ngoài nhưng đã bị chỉ trích vì lãng phí tiền của vào các chuyến công du vô bổ. Ví dụ: năm 2009, nghị sĩ Quốc hội đi công tác ở nước ngoài chi tiền vào spa, phòng khách sạn trống và mua sắm.
Tu chính án XVII quy định việc tăng giảm mức lương của nghị sĩ Quốc hội không được áp dụng đối với khóa Quốc hội đó. Tuy nhiên, Quốc hội được điều chỉnh mức lương cho theo kịp chi phí sinh hoạt.